# Euphémie de Poméranie
Titre
Reine consort de Danemark
1320 – 1330
Euphémie de Poméranie (morte en 1330) est une princesse allemande devenue reine de Danemark par son mariage avec le roi Christophe II.

## Biographie
Euphémie est la fille du duc Bogusław IV de Poméranie et de sa deuxième femme, Marguerite de Rügen. Elle se marie en 1300 avec le prince danois Christophe, qui devient roi de Danemark en 1320 sous le nom de Christophe II. Ils ont six enfants connus :
- Marguerite (1305-1340), épouse le duc Louis V de Bavière ;
- Éric (1307-1331) ;
- Othon (vers 1310 – après 1347), duc de Lolland et d'Estonie ;
- Agnès (morte jeune en 1312) ;
- Hedwige (née vers 1315), morte jeune ;
- Valdemar IV (vers 1320 – 1375), roi de Danemark.

Elle meurt deux ans avant son mari. Ils sont tous deux inhumés à l'abbaye de Sorø.